# Kulturgutschutzgesetz (Japan)
Das japanische Kulturgutschutzgesetz (japanisch 文化財保護法 Bunkazai hogohō, englisch Act on Protection of Cultural Properties) ist der Kernbestand des geltenden japanischen Denkmalrechts. Es wurde am 30. Mai 1950 beschlossen und besteht aus 13 Teilen (章) mit 203 Paragraphen (条). Nach der Nummerierung für Gesetze und Verordnungen (hōrei-bangō) ist es das Gesetz Nummer 214 des Jahres Shōwa 25 (1950).

## Geschichte

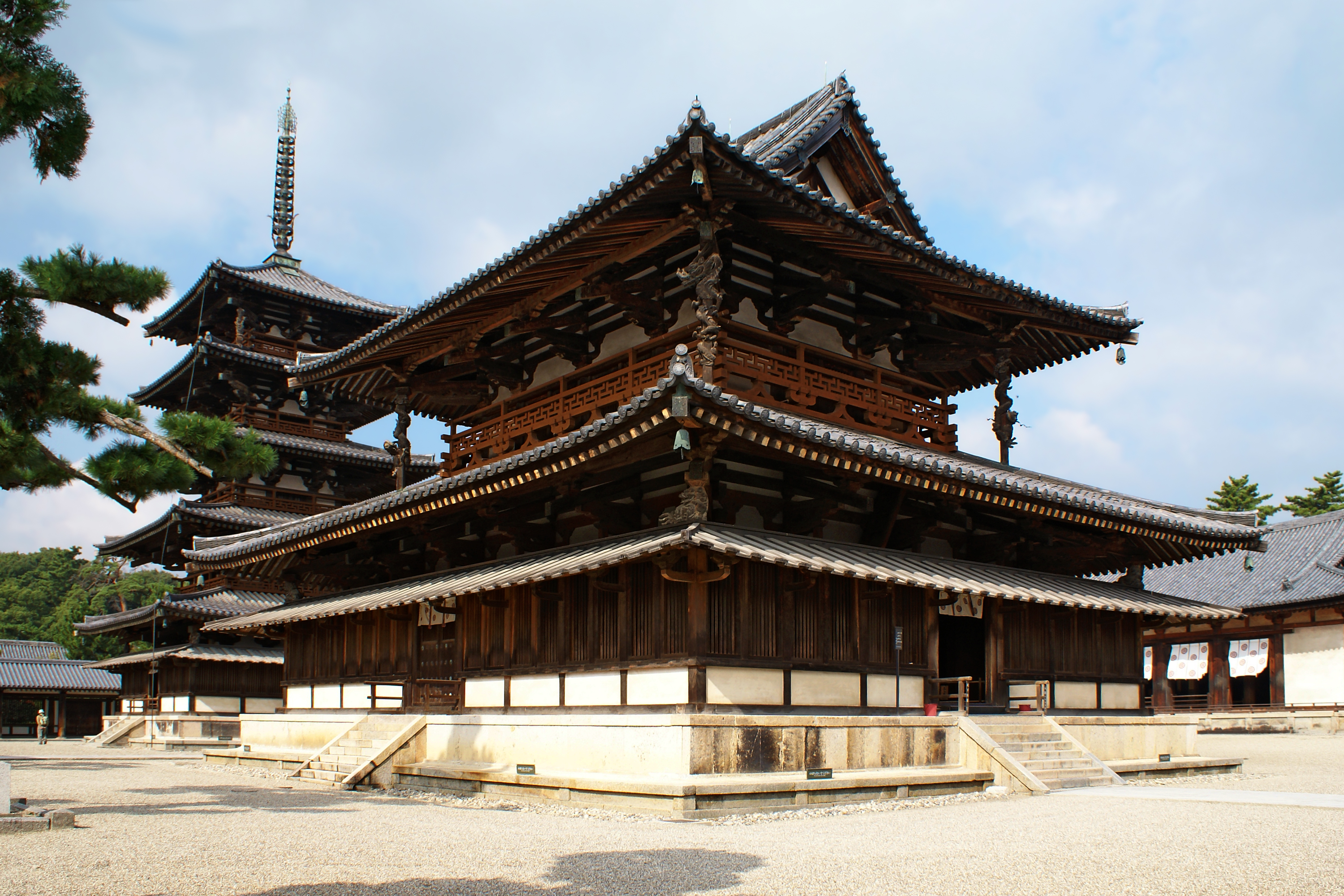
Haupthalle (Kondō, vorn) und fünfstöckige Pagode des Hōryū-ji, zwei der ältesten Holzkonstruktionen von ca. 700 n. Chr.

Am 26. Januar 1949 wurden bei dem Brand der Haupthalle (Kondo) des buddhistischen Tempels Hōryū-ji, einer der ältesten erhaltenen Holzbauten der Welt, wertvolle Wandgemälde zerstört. Die Halle war als letztes Gebäude unter den Schutz des Gesetzes zum Erhalt alter Schreine und Tempel gestellt worden. Dieser Vorfall führte zu einer Gesetzesinitiative und zum ersten einheitlichen und zusammenfassenden Kulturgutschutzgesetz für Japan, das durch Erlass Nummer 276 trat am 29. August 1950 in Kraft trat; zugleich wurden drei ältere Gesetze außer Kraft gesetzt:
1. das „Gesetz zum Erhalt historischer und landschaftlich schöner Stätten und Naturdenkmäler“ (史蹟名勝天然紀念物保存法, Shiseki meishō tennenkinenbutsu hozonhō) von 1919
2. das „Gesetz zum Erhalt von Nationalschätzen“ (国宝保存法, Kokuhō hozonhō) von 1929 und
3. das „Gesetz betreffend den Erhalt wichtiger Kunstgegenstände“ (重要美術品等ノ保存ニ関スル法律, Jūyō bijutsu hinra no hozon ni kansuru hōritsu) von 1933.

Alle nach dem alten Recht geschützten Kulturgüter von nationalem Rang erhielten den Status eines „wichtigen Kulturgutes“. Ein Teil wurde später zum „Nationalschatz“ aufgewertet.
Das neue Gesetz erweiterte den Geltungsbereich gegenüber dem älteren Recht auf immaterielle Kulturgüter, wie die darstellenden und angewandten Künste, Volksgut, und um Bodendenkmäler erweitert. Bis dahin waren nur materielle Kulturgüter, die von Verlust bedroht und besonders wertvoll waren, geschützt. Verglichen mit internationalen Standards umfasst das Gesetz von 1950 eine sehr große Bandbreite von potentiell Schützbarem. Durch das Gesetz wurde weiter der „Ausschuss zum Schutz von Kulturgütern“, einem Vorläufer des Amtes für kulturelle Angelegenheiten, eingerichtet. Diese Denkmalbehörde wählt wichtige Kulturgüter für den Schutz aus, reguliert die im Rahmen der Denkmalpflege zulässigen Maßnahmen an ihnen und kann die Ausfuhr von Kulturgütern genehmigen.

## Systematik
Das Gesetz von 1950 regelt umfassend Schutz und Erhalt japanischer Kulturdenkmäler.
Geschützt werden können materielle und immaterielle Kulturgüter, bewegliche und unbewegliche Sachen, kulturhistorisch bedeutende Gegenstände, landschaftlich schöne Orte und Naturdenkmäler. Materielle Kulturgüter sind Objekte mit einem großen künstlerischen oder geschichtlichen Wert und archäologische oder historische Objekte, die einen großen wissenschaftlichen Wert besitzen. Als Kulturdenkmal ausgewiesene Bauwerke sollen sich durch außergewöhnliche Ausführung oder Bautechnik auszeichnen, großen historischen oder wissenschaftlichen Wert besitzen oder kennzeichnend für eine Entwicklung oder eine Epoche sein.
Das Gesetz definiert hierzu unterschiedliche Arten von Kulturgütern, die einzelne Teile des Gesetzes behandeln, regelt das Verfahren zur Ausweisung eines Objekts als Kulturdenkmal, bestimmt den Umgang damit und Sanktionen im Fall der Zuwiderhandlung. Über die Anerkennung als nationales Kulturgut entscheidet der Minister für Bildung, Kultur, Sport, Wissenschaft und Technologie oder der Leiter des Amtes für kulturelle Angelegenheiten. Darüber hinaus können die Präfekturen und Gemeinden auf Grundlage des Gesetzes Kulturdenkmäler von Bedeutung für die jeweilige Präfektur oder Gemeinde ausweisen.
Entsprechend einer Entscheidung des japanischen Parlamentes werden Kulturgüter, die als Welterbe anerkannt werden, automatisch durch das Kulturgutschutzgesetz von 1950 geschützt.

## Synopse
| Struktur und Gegenstand des Kulturgutschutzgesetzes | Japanische Struktur als Konkordanz |
| --- | --- |
| Teil 1 Allgemeine Bestimmungen (§§ 1 - 4) Teil 2 (weggefallen) Teil 3 Materielle Kulturgüter Abschnitt 1 Wichtige Kulturgüter Unterabschnitt 1 Deklaration (§§ 27–29) Unterabschnitt 1 Verwaltung (§§ 30–34) Unterabschnitt 1 Schutz (§§ 34 II – 47) Unterabschnitt 1 Öffentliche Zugänglichkeit (§§ 47 II – 53) Unterabschnitt 1 Prüfungskriterien (§§ 54–55) Unterabschnitt 1 Verschiedenes (§ 56) Abschnitt 2 Registrierung Materieller Kulturgüter (§§ 57–69) Abschnitt 3 Materielle Kulturgüter außer Wichtige Kulturgüter und Registrierte Materielle Kulturgüter (§ 70) Teil 4 Immaterielle Kulturgüter (§§ 71–77) Teil 5 Volkstümliche Kulturgüter (§§ 78–91) Teil 6 Bodendenkmäler (§§ 92–108) Teil 7 Historische und landschaftlich schöne Stätten und Naturdenkmäler (§§ 109–133) Teil 8 Wichtige Kulturlandschaften (§§ 134 - 141) Teil 9 Geschützte Bezirke mit traditionellen (japanischen) Gebäuden (§§ 142–146) Teil 10 Schutz von Konservierungstechniken für Kulturgüter (§§ 147–152) Teil 11 Beratung durch den Kulturausschuss (§ 153) Teil 12 Ergänzende Bestimmungen Abschnitt 1 Anhörung, Petition und Einwände (§§ 154–161) Abschnitt 2 Ausnahmen (§§ 162–181) Abschnitt 3 Gebietskörperschaften und Bildungsausschuss (§§ 182–192) Teil 13 Strafstatuten (§§ 193–203) | 第一章 総則（1–4条） 第二章 削除 第三章 有形文化財 第一節 重要文化財 第一款 指定（27–29条） 第二款 管理（30–34条） 第三款 保護（34条の2–47条） 第四款 公開（47条の2–53条） 第五款 調査（54・55条） 第六款 雑則（56条） 第二節 登録有形文化財（57–69条） 第三節 重要文化財及び登録有形文化財以外の有形文化財（70条） 第四章 無形文化財（71–77条） 第五章 民俗文化財（78–91条） 第六章 埋蔵文化財（92–108条） 第七章 史跡名勝天然記念物（109–133条） 第八章 重要文化的景観（134–141条） 第九章 伝統的建造物群保存地区（142–146条） 第十章 文化財の保存技術の保護（147–152条） 第十一章 文化審議会への諮問（153条） 第十二章 補則 第一節 聴聞、意見の聴取及び不服申立て（154–161条） 第二節 国に関する特例（162–181条） 第三節 地方公共団体及び教育委員会（182–192条） 第十三章 罰則（193–203条） |

## System der Kulturgüter
Aus dem Gesetz ergibt sich die nachfolgende Systematik japanischer Kulturgüter. Lebende Nationalschätze werden gesondert behandelt.
|                  |                  |                  |                  |                  |                  |  |  | Materielles Kulturgut 有形文化財             | Materielles Kulturgut 有形文化財             | Materielles Kulturgut 有形文化財             | Materielles Kulturgut 有形文化財             | Materielles Kulturgut 有形文化財             | Materielles Kulturgut 有形文化財             |  |  | Wichtiges Kulturgut 重要文化財                                               | Wichtiges Kulturgut 重要文化財                                               | Wichtiges Kulturgut 重要文化財                                               | Wichtiges Kulturgut 重要文化財                                               | Wichtiges Kulturgut 重要文化財                                               | Wichtiges Kulturgut 重要文化財                                               |  |  | Nationalschatz 国宝                                     | Nationalschatz 国宝                                     | Nationalschatz 国宝                                     | Nationalschatz 国宝                                     | Nationalschatz 国宝                                     | Nationalschatz 国宝                                     |
|                  |                  |                  |                  |                  |                  |  |  | Materielles Kulturgut 有形文化財             | Materielles Kulturgut 有形文化財             | Materielles Kulturgut 有形文化財             | Materielles Kulturgut 有形文化財             | Materielles Kulturgut 有形文化財             | Materielles Kulturgut 有形文化財             |  |  | Wichtiges Kulturgut 重要文化財                                               | Wichtiges Kulturgut 重要文化財                                               | Wichtiges Kulturgut 重要文化財                                               | Wichtiges Kulturgut 重要文化財                                               | Wichtiges Kulturgut 重要文化財                                               | Wichtiges Kulturgut 重要文化財                                               |  |  | Nationalschatz 国宝                                     | Nationalschatz 国宝                                     | Nationalschatz 国宝                                     | Nationalschatz 国宝                                     | Nationalschatz 国宝                                     | Nationalschatz 国宝                                     |
|                  |                  |                  |                  |                  |                  |  |  |                                              |                                              |                                              |                                              |                                              |                                              |  |  |                                                                              |                                                                              |                                                                              |                                                                              |                                                                              |                                                                              |  |  |                                                         |                                                         |                                                         |                                                         |                                                         |                                                         |
|                  |                  |                  |                  |                  |                  |  |  |                                              |                                              |                                              |                                              |                                              |                                              |  |  | Registriertes Materielles Kulturgut 登録有形文化財                           |                                                                              |                                                                              |                                                                              |                                                                              |                                                                              |  |  |                                                         |                                                         |                                                         |                                                         |                                                         |                                                         |
|                  |                  |                  |                  |                  |                  |  |  |                                              |                                              |                                              |                                              |                                              |                                              |  |  |                                                                              |                                                                              |                                                                              |                                                                              |                                                                              |                                                                              |  |  |                                                         |                                                         |                                                         |                                                         |                                                         |                                                         |
|                  |                  |                  |                  |                  |                  |  |  |                                              |                                              |                                              |                                              |                                              |                                              |  |  |                                                                              |                                                                              |                                                                              |                                                                              |                                                                              |                                                                              |  |  |                                                         |                                                         |                                                         |                                                         |                                                         |                                                         |
|                  |                  |                  |                  |                  |                  |  |  | Immaterielles Kulturgut 無形文化財           | Immaterielles Kulturgut 無形文化財           | Immaterielles Kulturgut 無形文化財           | Immaterielles Kulturgut 無形文化財           | Immaterielles Kulturgut 無形文化財           | Immaterielles Kulturgut 無形文化財           |  |  | Wichtiges Immaterielles Kulturgut 重要無形文化財                             | Wichtiges Immaterielles Kulturgut 重要無形文化財                             | Wichtiges Immaterielles Kulturgut 重要無形文化財                             | Wichtiges Immaterielles Kulturgut 重要無形文化財                             | Wichtiges Immaterielles Kulturgut 重要無形文化財                             | Wichtiges Immaterielles Kulturgut 重要無形文化財                             |  |  |                                                         |                                                         |                                                         |                                                         |                                                         |                                                         |
|                  |                  |                  |                  |                  |                  |  |  | Immaterielles Kulturgut 無形文化財           | Immaterielles Kulturgut 無形文化財           | Immaterielles Kulturgut 無形文化財           | Immaterielles Kulturgut 無形文化財           | Immaterielles Kulturgut 無形文化財           | Immaterielles Kulturgut 無形文化財           |  |  | Wichtiges Immaterielles Kulturgut 重要無形文化財                             | Wichtiges Immaterielles Kulturgut 重要無形文化財                             | Wichtiges Immaterielles Kulturgut 重要無形文化財                             | Wichtiges Immaterielles Kulturgut 重要無形文化財                             | Wichtiges Immaterielles Kulturgut 重要無形文化財                             | Wichtiges Immaterielles Kulturgut 重要無形文化財                             |  |  |                                                         |                                                         |                                                         |                                                         |                                                         |                                                         |
|                  |                  |                  |                  |                  |                  |  |  |                                              |                                              |                                              |                                              |                                              |                                              |  |  |                                                                              |                                                                              |                                                                              |                                                                              |                                                                              |                                                                              |  |  |                                                         |                                                         |                                                         |                                                         |                                                         |                                                         |
|                  |                  |                  |                  |                  |                  |  |  | Volkstümliches Kulturgut 民俗文化財          | Volkstümliches Kulturgut 民俗文化財          | Volkstümliches Kulturgut 民俗文化財          | Volkstümliches Kulturgut 民俗文化財          | Volkstümliches Kulturgut 民俗文化財          | Volkstümliches Kulturgut 民俗文化財          |  |  | Wichtiges Materielles Volksgut 重要有形民俗文化財                            | Wichtiges Materielles Volksgut 重要有形民俗文化財                            | Wichtiges Materielles Volksgut 重要有形民俗文化財                            | Wichtiges Materielles Volksgut 重要有形民俗文化財                            | Wichtiges Materielles Volksgut 重要有形民俗文化財                            | Wichtiges Materielles Volksgut 重要有形民俗文化財                            |  |  |                                                         |                                                         |                                                         |                                                         |                                                         |                                                         |
|                  |                  |                  |                  |                  |                  |  |  | Volkstümliches Kulturgut 民俗文化財          | Volkstümliches Kulturgut 民俗文化財          | Volkstümliches Kulturgut 民俗文化財          | Volkstümliches Kulturgut 民俗文化財          | Volkstümliches Kulturgut 民俗文化財          | Volkstümliches Kulturgut 民俗文化財          |  |  | Wichtiges Materielles Volksgut 重要有形民俗文化財                            | Wichtiges Materielles Volksgut 重要有形民俗文化財                            | Wichtiges Materielles Volksgut 重要有形民俗文化財                            | Wichtiges Materielles Volksgut 重要有形民俗文化財                            | Wichtiges Materielles Volksgut 重要有形民俗文化財                            | Wichtiges Materielles Volksgut 重要有形民俗文化財                            |  |  |                                                         |                                                         |                                                         |                                                         |                                                         |                                                         |
|                  |                  |                  |                  |                  |                  |  |  |                                              |                                              |                                              |                                              |                                              |                                              |  |  |                                                                              |                                                                              |                                                                              |                                                                              |                                                                              |                                                                              |  |  |                                                         |                                                         |                                                         |                                                         |                                                         |                                                         |
|                  |                  |                  |                  |                  |                  |  |  |                                              |                                              |                                              |                                              |                                              |                                              |  |  | Wichtiges Immaterielles Volksgut 重要無形民俗文化財                          |                                                                              |                                                                              |                                                                              |                                                                              |                                                                              |  |  |                                                         |                                                         |                                                         |                                                         |                                                         |                                                         |
|                  |                  |                  |                  |                  |                  |  |  |                                              |                                              |                                              |                                              |                                              |                                              |  |  |                                                                              |                                                                              |                                                                              |                                                                              |                                                                              |                                                                              |  |  |                                                         |                                                         |                                                         |                                                         |                                                         |                                                         |
|                  |                  |                  |                  |                  |                  |  |  |                                              |                                              |                                              |                                              |                                              |                                              |  |  |                                                                              |                                                                              |                                                                              |                                                                              |                                                                              |                                                                              |  |  |                                                         |                                                         |                                                         |                                                         |                                                         |                                                         |
|                  |                  |                  |                  |                  |                  |  |  |                                              |                                              |                                              |                                              |                                              |                                              |  |  | Landschaftlich Schöner Ort 名勝                                              | Landschaftlich Schöner Ort 名勝                                              | Landschaftlich Schöner Ort 名勝                                              | Landschaftlich Schöner Ort 名勝                                              | Landschaftlich Schöner Ort 名勝                                              | Landschaftlich Schöner Ort 名勝                                              |  |  | Besonderer Landschaftlich Schöner Ort 特別名勝          | Besonderer Landschaftlich Schöner Ort 特別名勝          | Besonderer Landschaftlich Schöner Ort 特別名勝          | Besonderer Landschaftlich Schöner Ort 特別名勝          | Besonderer Landschaftlich Schöner Ort 特別名勝          | Besonderer Landschaftlich Schöner Ort 特別名勝          |
|                  |                  |                  |                  |                  |                  |  |  |                                              |                                              |                                              |                                              |                                              |                                              |  |  | Landschaftlich Schöner Ort 名勝                                              | Landschaftlich Schöner Ort 名勝                                              | Landschaftlich Schöner Ort 名勝                                              | Landschaftlich Schöner Ort 名勝                                              | Landschaftlich Schöner Ort 名勝                                              | Landschaftlich Schöner Ort 名勝                                              |  |  | Besonderer Landschaftlich Schöner Ort 特別名勝          | Besonderer Landschaftlich Schöner Ort 特別名勝          | Besonderer Landschaftlich Schöner Ort 特別名勝          | Besonderer Landschaftlich Schöner Ort 特別名勝          | Besonderer Landschaftlich Schöner Ort 特別名勝          | Besonderer Landschaftlich Schöner Ort 特別名勝          |
|                  |                  |                  |                  |                  |                  |  |  |                                              |                                              |                                              |                                              |                                              |                                              |  |  |                                                                              |                                                                              |                                                                              |                                                                              |                                                                              |                                                                              |  |  |                                                         |                                                         |                                                         |                                                         |                                                         |                                                         |
| Kulturgut 文化財 | Kulturgut 文化財 | Kulturgut 文化財 | Kulturgut 文化財 | Kulturgut 文化財 | Kulturgut 文化財 |  |  | Denkmal 記念物                               | Denkmal 記念物                               | Denkmal 記念物                               | Denkmal 記念物                               | Denkmal 記念物                               | Denkmal 記念物                               |  |  | Historische Stätte 史跡                                                      | Historische Stätte 史跡                                                      | Historische Stätte 史跡                                                      | Historische Stätte 史跡                                                      | Historische Stätte 史跡                                                      | Historische Stätte 史跡                                                      |  |  | Besondere Historische Stätte 特別史跡                   | Besondere Historische Stätte 特別史跡                   | Besondere Historische Stätte 特別史跡                   | Besondere Historische Stätte 特別史跡                   | Besondere Historische Stätte 特別史跡                   | Besondere Historische Stätte 特別史跡                   |
| Kulturgut 文化財 | Kulturgut 文化財 | Kulturgut 文化財 | Kulturgut 文化財 | Kulturgut 文化財 | Kulturgut 文化財 |  |  | Denkmal 記念物                               | Denkmal 記念物                               | Denkmal 記念物                               | Denkmal 記念物                               | Denkmal 記念物                               | Denkmal 記念物                               |  |  | Historische Stätte 史跡                                                      | Historische Stätte 史跡                                                      | Historische Stätte 史跡                                                      | Historische Stätte 史跡                                                      | Historische Stätte 史跡                                                      | Historische Stätte 史跡                                                      |  |  | Besondere Historische Stätte 特別史跡                   | Besondere Historische Stätte 特別史跡                   | Besondere Historische Stätte 特別史跡                   | Besondere Historische Stätte 特別史跡                   | Besondere Historische Stätte 特別史跡                   | Besondere Historische Stätte 特別史跡                   |
|                  |                  |                  |                  |                  |                  |  |  |                                              |                                              |                                              |                                              |                                              |                                              |  |  |                                                                              |                                                                              |                                                                              |                                                                              |                                                                              |                                                                              |  |  |                                                         |                                                         |                                                         |                                                         |                                                         |                                                         |
|                  |                  |                  |                  |                  |                  |  |  |                                              |                                              |                                              |                                              |                                              |                                              |  |  | Naturdenkmal 天然記念物                                                      | Naturdenkmal 天然記念物                                                      | Naturdenkmal 天然記念物                                                      | Naturdenkmal 天然記念物                                                      | Naturdenkmal 天然記念物                                                      | Naturdenkmal 天然記念物                                                      |  |  | Besonderes Naturdenkmal 特別天然記念物                  | Besonderes Naturdenkmal 特別天然記念物                  | Besonderes Naturdenkmal 特別天然記念物                  | Besonderes Naturdenkmal 特別天然記念物                  | Besonderes Naturdenkmal 特別天然記念物                  | Besonderes Naturdenkmal 特別天然記念物                  |
|                  |                  |                  |                  |                  |                  |  |  |                                              |                                              |                                              |                                              |                                              |                                              |  |  | Naturdenkmal 天然記念物                                                      | Naturdenkmal 天然記念物                                                      | Naturdenkmal 天然記念物                                                      | Naturdenkmal 天然記念物                                                      | Naturdenkmal 天然記念物                                                      | Naturdenkmal 天然記念物                                                      |  |  | Besonderes Naturdenkmal 特別天然記念物                  | Besonderes Naturdenkmal 特別天然記念物                  | Besonderes Naturdenkmal 特別天然記念物                  | Besonderes Naturdenkmal 特別天然記念物                  | Besonderes Naturdenkmal 特別天然記念物                  | Besonderes Naturdenkmal 特別天然記念物                  |
|                  |                  |                  |                  |                  |                  |  |  |                                              |                                              |                                              |                                              |                                              |                                              |  |  |                                                                              |                                                                              |                                                                              |                                                                              |                                                                              |                                                                              |  |  |                                                         |                                                         |                                                         |                                                         |                                                         |                                                         |
|                  |                  |                  |                  |                  |                  |  |  | Gruppe Traditioneller Gebäude 伝統的建造物群 | Gruppe Traditioneller Gebäude 伝統的建造物群 | Gruppe Traditioneller Gebäude 伝統的建造物群 | Gruppe Traditioneller Gebäude 伝統的建造物群 | Gruppe Traditioneller Gebäude 伝統的建造物群 | Gruppe Traditioneller Gebäude 伝統的建造物群 |  |  | Geschützter Bezirk mit Gruppen Traditioneller Gebäude 伝統的建造物群保存地区 | Geschützter Bezirk mit Gruppen Traditioneller Gebäude 伝統的建造物群保存地区 | Geschützter Bezirk mit Gruppen Traditioneller Gebäude 伝統的建造物群保存地区 | Geschützter Bezirk mit Gruppen Traditioneller Gebäude 伝統的建造物群保存地区 | Geschützter Bezirk mit Gruppen Traditioneller Gebäude 伝統的建造物群保存地区 | Geschützter Bezirk mit Gruppen Traditioneller Gebäude 伝統的建造物群保存地区 |  |  | Wichtiger geschützter Bezirk 重要伝統的建造物群保存地区 | Wichtiger geschützter Bezirk 重要伝統的建造物群保存地区 | Wichtiger geschützter Bezirk 重要伝統的建造物群保存地区 | Wichtiger geschützter Bezirk 重要伝統的建造物群保存地区 | Wichtiger geschützter Bezirk 重要伝統的建造物群保存地区 | Wichtiger geschützter Bezirk 重要伝統的建造物群保存地区 |
|                  |                  |                  |                  |                  |                  |  |  | Gruppe Traditioneller Gebäude 伝統的建造物群 | Gruppe Traditioneller Gebäude 伝統的建造物群 | Gruppe Traditioneller Gebäude 伝統的建造物群 | Gruppe Traditioneller Gebäude 伝統的建造物群 | Gruppe Traditioneller Gebäude 伝統的建造物群 | Gruppe Traditioneller Gebäude 伝統的建造物群 |  |  | Geschützter Bezirk mit Gruppen Traditioneller Gebäude 伝統的建造物群保存地区 | Geschützter Bezirk mit Gruppen Traditioneller Gebäude 伝統的建造物群保存地区 | Geschützter Bezirk mit Gruppen Traditioneller Gebäude 伝統的建造物群保存地区 | Geschützter Bezirk mit Gruppen Traditioneller Gebäude 伝統的建造物群保存地区 | Geschützter Bezirk mit Gruppen Traditioneller Gebäude 伝統的建造物群保存地区 | Geschützter Bezirk mit Gruppen Traditioneller Gebäude 伝統的建造物群保存地区 |  |  | Wichtiger geschützter Bezirk 重要伝統的建造物群保存地区 | Wichtiger geschützter Bezirk 重要伝統的建造物群保存地区 | Wichtiger geschützter Bezirk 重要伝統的建造物群保存地区 | Wichtiger geschützter Bezirk 重要伝統的建造物群保存地区 | Wichtiger geschützter Bezirk 重要伝統的建造物群保存地区 | Wichtiger geschützter Bezirk 重要伝統的建造物群保存地区 |
|                  |                  |                  |                  |                  |                  |  |  |                                              |                                              |                                              |                                              |                                              |                                              |  |  |                                                                              |                                                                              |                                                                              |                                                                              |                                                                              |                                                                              |  |  |                                                         |                                                         |                                                         |                                                         |                                                         |                                                         |
|                  |                  |                  |                  |                  |                  |  |  | Konservierungstechniken 文化財の保存技術     | Konservierungstechniken 文化財の保存技術     | Konservierungstechniken 文化財の保存技術     | Konservierungstechniken 文化財の保存技術     | Konservierungstechniken 文化財の保存技術     | Konservierungstechniken 文化財の保存技術     |  |  | Designierte Konservierungstechniken 選定保存技術                             | Designierte Konservierungstechniken 選定保存技術                             | Designierte Konservierungstechniken 選定保存技術                             | Designierte Konservierungstechniken 選定保存技術                             | Designierte Konservierungstechniken 選定保存技術                             | Designierte Konservierungstechniken 選定保存技術                             |  |  |                                                         |                                                         |                                                         |                                                         |                                                         |                                                         |
|                  |                  |                  |                  |                  |                  |  |  | Konservierungstechniken 文化財の保存技術     | Konservierungstechniken 文化財の保存技術     | Konservierungstechniken 文化財の保存技術     | Konservierungstechniken 文化財の保存技術     | Konservierungstechniken 文化財の保存技術     | Konservierungstechniken 文化財の保存技術     |  |  | Designierte Konservierungstechniken 選定保存技術                             | Designierte Konservierungstechniken 選定保存技術                             | Designierte Konservierungstechniken 選定保存技術                             | Designierte Konservierungstechniken 選定保存技術                             | Designierte Konservierungstechniken 選定保存技術                             | Designierte Konservierungstechniken 選定保存技術                             |  |  |                                                         |                                                         |                                                         |                                                         |                                                         |                                                         |
|                  |                  |                  |                  |                  |                  |  |  |                                              |                                              |                                              |                                              |                                              |                                              |  |  |                                                                              |                                                                              |                                                                              |                                                                              |                                                                              |                                                                              |  |  |                                                         |                                                         |                                                         |                                                         |                                                         |                                                         |
|                  |                  |                  |                  |                  |                  |  |  | Bodendenkmäler 埋蔵文化財                    |                                              |                                              |                                              |                                              |                                              |  |  |                                                                              |                                                                              |                                                                              |                                                                              |                                                                              |                                                                              |  |  |                                                         |                                                         |                                                         |                                                         |                                                         |                                                         |
|                  |                  |                  |                  |                  |                  |  |  |                                              |                                              |                                              |                                              |                                              |                                              |  |  |                                                                              |                                                                              |                                                                              |                                                                              |                                                                              |                                                                              |  |  |                                                         |                                                         |                                                         |                                                         |                                                         |                                                         |